# Hermann Lenz
Hermann Karl Lenz (* 26. Februar 1913 in Stuttgart; † 12. Mai 1998 in München) war ein deutscher Schriftsteller.

## Leben

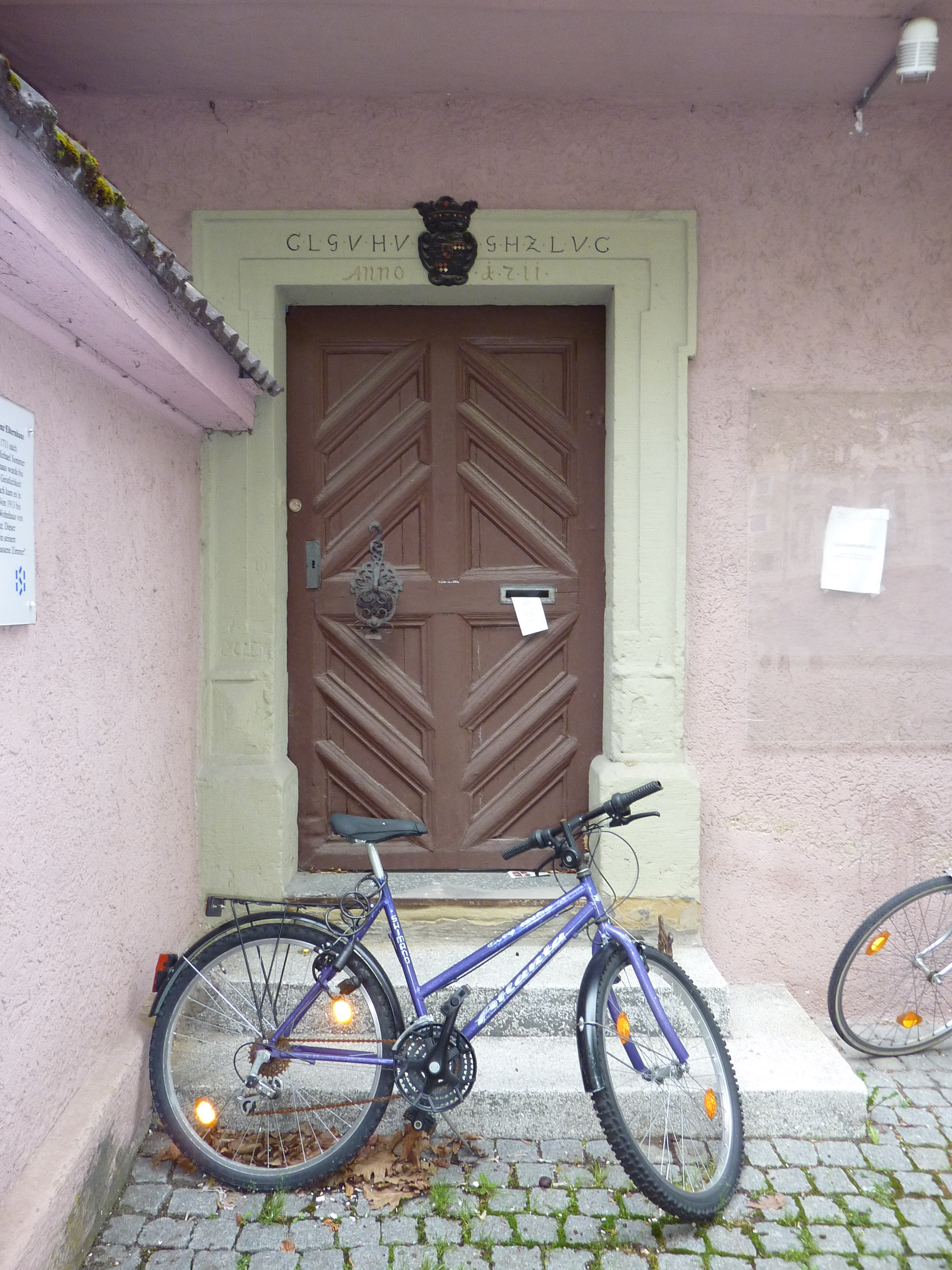
Die Eingangstür von Lenz’ Elternhaus in Künzelsau

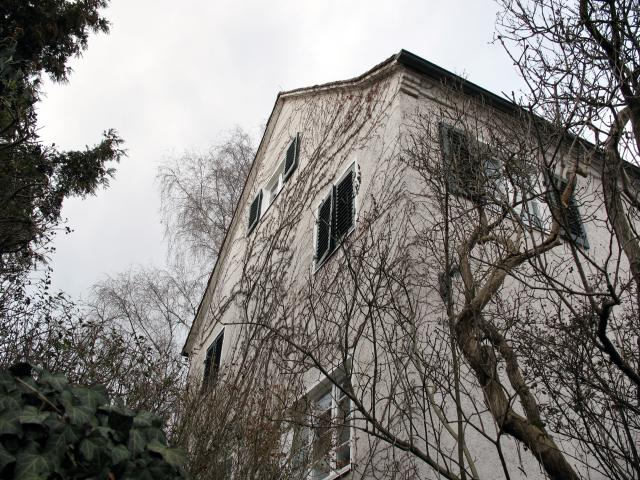
Wohnhaus Hermann Lenz’ in Stuttgart

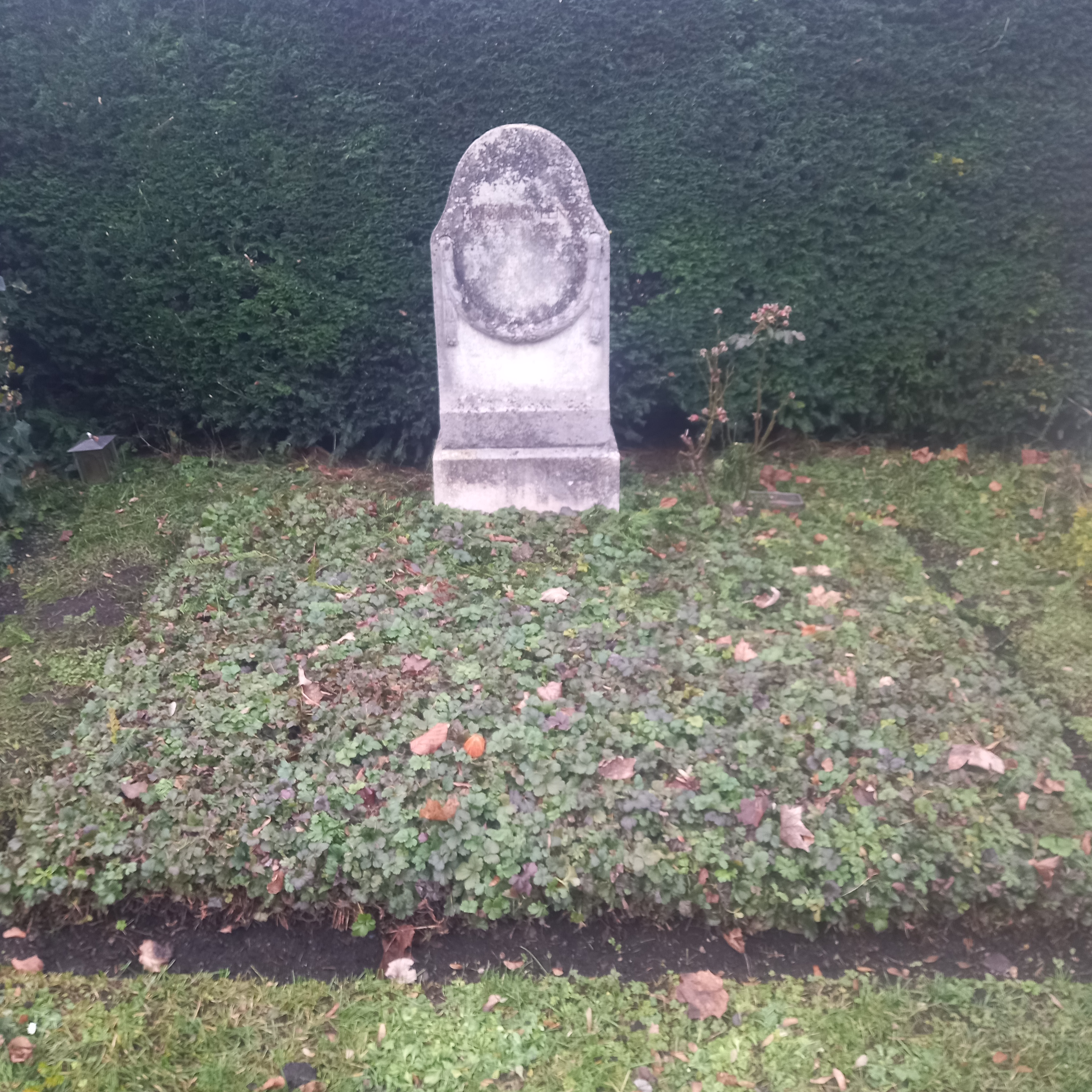
Das Grab von Hermann Lenz auf dem Nordfriedhof (München)

Hermann Lenz, Sohn des Zeichenlehrers Hermann Friedrich Lenz und seiner Ehefrau Elise, wuchs bis zu seinem elften Lebensjahr in Künzelsau und danach in Stuttgart auf. Nach dem Abitur am Reformrealgymnasium für Jungen am Stöckach und einem abgebrochenen Theologiestudium in Tübingen begann er 1933 Kunstgeschichte, Philosophie, Archäologie und Germanistik in München zu studieren. Für 1935/1936 wechselte er an die Ruprecht-Karls-Universität Heidelberg, anschließend wieder nach München. Nach frühen einschneidenden Leseeindrücken (Eduard Mörike, Adalbert Stifter, Arthur Schnitzler, Hugo von Hofmannsthal und andere) schrieb Lenz erste Gedichte und Prosastücke. 1936 erschien, vermittelt durch Georg von der Vring, mit der Sammlung Gedichte seine erste Publikation, der noch vor dem Krieg die mehrfach überarbeitete Erzählung Das stille Haus folgte.
Von 1940 an war Lenz Soldat. Er nahm am Westfeldzug und am Krieg gegen die Sowjetunion teil und war bis 1946 Kriegsgefangener in den USA. Seine Erfahrungen als Student und Soldat prägten sein ganzes schriftstellerisches Werk. Sich von Anfang an als Gegner des Nationalsozialismus verstehend, zog sich Lenz in Innenwelten – das Biedermeier oder das Wiener Fin de Siècle – zurück, die zum Schauplatz vieler Erzähltexte und zum Reflexionsobjekt ungezählter Figurenmonologe wurden. Nach der Rückkehr aus der Gefangenschaft widmete sich Lenz, abgesehen von Sekretärstätigkeiten in kulturellen Institutionen, ganz dem Schreiben. 1946 heiratete er die Kunsthistorikerin Johanna Trautwein, die Tochter des Mikrobiologen Kurt Trautwein, die er bereits 1937 kennengelernt hatte. Bis 1975 wohnten beide in Lenz’ Stuttgarter Elternhaus; erst Erbstreitigkeiten zwangen zum Umzug ins Münchner Haus seiner Frau.
Lenz wurde lange Jahre wenig beachtet, bis sich dann doch Anerkennung und Ruhm einstellten. Peter Handke verhalf ihm 1973 zum Durchbruch. Eine seiner phantastischen Geschichten fand den Beifall Thomas Manns: „In ihnen löst sich die Erzählzeit auf, Vergangenes erscheint als Gegenwärtiges.“
Lenz hat zwischen 1936 und 1997 mehr als 30 Bücher veröffentlicht. „Ich bin eben ein schwäbischer Dickschädel“, sagte Hermann Lenz zu seinem 85. Geburtstag am 26. Februar 1998 – kurz vor seinem Tode im Mai desselben Jahres.
Hermann Lenz las im Oktober 1951 vor der Gruppe 47 in der Laufenmühle im Welzheimer Wald aus einer früheren Fassung des Romans Nachmittag einer Dame, dem ersten Teil von Der innere Bezirk. Seine distanzierte Haltung zur Gruppe deckt sich mit der Paul Celans, der ein Jahr später vor der Gruppe 47 gelesen hat. Die Erfahrungen gingen in den Roman Ein Fremdling ein.

## Werk

Faksimile eines Manuskripts von Hermann Lenz

Im Mittelpunkt des Werks steht ein neunbändiger autobiografischer Romanzyklus um die Alter-ego-Figur Eugen Rapp, der mit Verlassene Zimmer (1966) einsetzte und mit Freunde (1997) schloss. Er wird auch Schwäbische Chronik genannt. Fast ohne Parallele in der deutschsprachigen Literatur nach 1945, erkundet diese Romanfolge essentielle autobiographische Einschnitte und fängt zugleich die politische Geschichte Deutschlands im 20. Jahrhundert ein. Als herausragend gelten die Romane Andere Tage (1968) und Neue Zeit (1975), die die alltägliche Konfrontation mit dem Dritten Reich wiedergeben. Die Hauptfigur Eugen Rapp bezeichnete Lenz selbst als die „Volksausgabe des Schriftstellers Hermann Lenz“. Wie Eugen Rapp sind auch die anderen Figuren seiner Romane keine „Helden“, sondern oft Alltagsmenschen, die sich durch ihre besondere Humanität auszeichnen. So faszinieren seine Bücher auch weniger durch dramatische Handlungen als durch Inhalt und Wirkung der bildhaften Sprache. Lenz geht von einem autobiographischen Konzept aus: „Schreiben, wie man ist“, lautet eine seiner zentralen Maximen. Es strebt danach, in den genau dargestellten Lebensdetails einen metaphysischen Hintergrund anzudeuten, in dem „Vergangenes und Gegenwärtiges ineinanderfließen“.
In Büchern wie Dame und Scharfrichter (1973) oder Der Wanderer (1986) gelang es Lenz immer wieder, die autobiographische und die transzendierende Komponente seines Schreibens zusammenzuführen. Als markantestes Stilmittel setzt er dabei die Form des „inneren Dialogs“ ein, der die Figurenperspektive transparent macht und die Spiegelungen der Außenwelt unmittelbar in Empfindungen überführt. Neben seinen Rapp-Romanen und der gelegentlich publizierten Lyrik legte Lenz eine Vielzahl von Romanen und Erzählungen vor. Diese tauchen, wie Die Begegnung (1979) und Erinnerung an Eduard (1981), in der Welt des 19. Jahrhunderts ein, oder sie entwerfen, wie die 1980 abgeschlossene Trilogie Der innere Bezirk, bewusste Gegenentwürfe zur eigenen Biographie. Gelegentlich, vor allem mit Das doppelte Gesicht (1949) oder Spiegelhütte (1962), folgte Lenz Erzähltraditionen, die an Formen des Magischen Realismus anknüpfen. Hermann Lenz hat „zeitlebens im surrealen Fach gearbeitet, in einem Reich der Phantasie, das einzig ihm gehörte.“
Im Jahre 1991 erhielt er den Bayerischen Literaturpreis (Jean-Paul-Preis) zur Würdigung des literarischen Gesamtwerks.

## Nachleben
- 1993 gründete Hermann Lenz eine Stiftung zur Förderung junger Autoren und Literaturwissenschaftler.
- Nach seinem Tod wurde 1999 aus dem traditionsreichen Petrarca-Preis der Hermann-Lenz-Preis, ein jährliches Treffen von Freunden der Literatur und Poesie, gestiftet von Hubert Burda. Er wurde 2009 letztmals vergeben und firmiert ab 2010, nach dem Tod der Witwe Johanna Lenz, wieder unter dem alten Namen.
- Zwischen Künzelsau und Langenburg gibt es seit 2014 den Hohenloher Hermann-Lenz-Weg, eine 17 Kilometer lange Wanderstrecke, die an Orten vorbeiführt, die in verschiedenen seiner Werke erwähnt werden.
- Der umfangreiche Nachlass befindet sich in der Bayerischen Staatsbibliothek.

## Werke

### Erzählungen
- Das stille Haus – Erzählung. Stuttgart: Dt. Verlags-Anst. 1947. (Erzähler von morgen; Bd. 1)
- Das doppelte Gesicht – drei Erzählungen. Stuttgart: Dt. Verl.-Anst., 1949.
- Die Abenteurerin – Erzählung. Stuttgart: Dt. Verl.-Anst., 1952. (Die Stern-Ausgaben)
- Nachmittag einer Dame. Neuwied [u. a.]: Luchterhand, 1961.
- Dame und Scharfrichter – Erzählung. Köln: Hegner, 1973.
- Der Tintenfisch in der Garage – Erzählung. Frankfurt am Main: Insel 1977.
- Erinnerung an Eduard – Erzählung. Frankfurt/M.: Insel-Verl., 1981.
- Der Letzte – Erzählung. Frankfurt a. M., Suhrkamp, 1984. (Bibliothek Suhrkamp; 851)
- Der Käfer und andere Geschichten. Passau: Refugium Verlag 1989 (Reihe Refugium; 3)
- Jung und alt – Erzählung. Frankfurt am Main: Insel 1989.
- Hotel Memoria – Erzählungen. Frankfurt am Main, Insel 1990. (Insel-Bücherei 1115)
- Schwarze Kutschen – Erzählung. Frankfurt am Main: Insel 1990.
- Jugendtage – Erzählung. Passau, Reche, 1993. (Reihe Refugium; 14)
- Zwei Frauen – Erzählung. Frankfurt am Main: Insel 1994.
- Feriengäste – Erzählungen. Mit einem Nachw. von Peter Hamm. Regensburg – Mittelbayerische Dr.- & Verl.-Ges., 1997.
- Die Schlangen haben samstags frei – Erzählungen. Hrsg. und mit einem Nachwort versehen von Rainer Moritz. Frankfurt am Main: Insel 2002.

### Romane
- Der russische Regenbogen – Roman. Luchterhand, Darmstadt [u. a.] 1959.
- Spiegelhütte. Hegner, Köln [u. a.] 1962.
- Die Augen eines Dieners – Roman. Hegner, Köln / Olten 1964.
- Im inneren Bezirk – Roman. Hegner, Köln [u. a.] 1970.
- Der Kutscher und der Wappenmaler – Roman. Hegner, Köln 1972.
  - Erstfassung: Die Geschichte vom Kutscher Kandl. Mit einem Nachwort von Norbert Hummelt. Nimbus, Wädenswil 2019 (postume Veröffentlichung)
- Die Begegnung – Roman. Insel, Frankfurt am Main 1979.
- Der innere Bezirk – Roman in drei Büchern [Nachmittag einer Dame – Im inneren Bezirk – Constantinsallee]. Insel, Frankfurt am Main 1980

### Die Eugen-Rapp-Romane
Die unter dem Sammeltitel Vergangene Gegenwart zusammengefasste autobiographische Romanfolge:
1. Verlassene Zimmer – Roman. Hegner, Köln / Olten 1966.
2. Andere Tage – Roman. Hegner, Köln / Olten 1968.
3. Neue Zeit – Roman. Insel, Frankfurt am Main 1975.[6]
4. Tagebuch vom Überleben und Leben – Roman. Insel, Frankfurt am Main 1978.
5. Ein Fremdling – Roman. Insel, Frankfurt am Main 1983.
6. Der Wanderer – Roman. Insel, Frankfurt am Main 1986.
7. Seltsamer Abschied – Roman. Insel, Frankfurt am Main 1988.
8. Herbstlicht – Roman. Insel, Frankfurt am Main / Leipzig 1992.
9. Freunde – Roman. Insel, Frankfurt am Main / Leipzig 1997.

### Gedichte
- Gedichte. Ellermann, Hamburg 1936 (Blätter für die Dichtung. Die Jungen, Band 9)
- Wie die Zeit vergeht. Colloquium poeticum Band 6. Herausgegeben von Levke Sörensen. Corvus Verlag, Frankfurt 1977.
- Zeitlebens. Gedichte 1934–1980. Schneekluth, München 1981 (Münchner Edition. Herausgegeben von Heinz Piontek), ISBN 3-7951-0708-3.
- Zu Fuss. Gedichte. Keicher, Warmbronn 1987. (Reihe Roter Faden, Band 9), ISBN 3-924316-17-1.
- Rosen und Spatzen. Mit einer Laudatio auf Hermann Lenz von Peter Hamm. Verlag Klaus G. Renner, München 1991, ISBN 3-927480-12-6.
- Vielleicht lebst du weiter im Stein. Gedichte. Ausgewählt und mit einem Nachwort versehen von Michael Krüger. Suhrkamp, Frankfurt am Main 2003, (Bibliothek Suhrkamp, Nummer 1371), ISBN 978-3-518-22371-0.

### Briefwechsel
- Paul Celan, Hanne und Hermann Lenz: Briefwechsel. Mit drei Briefen von Gisèle Celan-Lestrange. Hrsg. von Barbara Wiedemann (u. a.). Suhrkamp, Frankfurt am Main 2001.
- Peter Handke, Hermann Lenz: Berichterstatter des Tages. Briefwechsel. Insel Verlag, Frankfurt am Main 2006.
- Hermann Lenz – Rainer Malkowski: Als gingen wir ein Stück zusammen. Briefwechsel 1991–1998. Herausgegeben von Renate von Doemming. Verlag Ulrich Keicher, Warmbronn 2007.
- Hermann Lenz, Hanne Trautwein.»Das Innere wird durch die äußeren Umstände nicht berührt«. Der Briefwechsel 1937–1946. Herausgegeben von Michael Schwidtal. Suhrkamp, Berlin 2018, ISBN 978-3-458-17772-2.

### Sonstiges
- Leben und Schreiben. Frankfurter Vorlesungen. Suhrkamp, Frankfurt am Main 1986.
- Hermann Lenz. Bilder aus meinem Album. Insel Verlag, Frankfurt am Main 1987.
- Im Hohenloher Land. Mit 38 Fotos von Karlheinz Jardner. In Zusammenarbeit mit dem ZDF. Eulen-Verlag, Freiburg i. Brsg.1989. (Reihe „Ganz persönlich“).
- Stuttgart. Porträt einer Stadt. Suhrkamp, Frankfurt am Main 2003 (zuerst Belser Verlag, Stuttgart / Zürich 1983).
- Hermann Lenz zum 80. Geburtstag. Festschrift, herausgegeben von Thomas Reche und Hans Dieter Schäfer. Verlag Thomas Reche, Passau 1993.
- Hermann Lenz: Schwäbischer Lebenslauf. Herausgegeben und mit einem Nachwort von Hans Dieter Schäfer.Verlag Ulrich Keicher, Warmbronn 2013. (Vorstudie zum Roman Verlassene Zimmer (1966). Hans Dieter Schäfer ergänzt den Text um Lesarten aus dem Notizbuch von Hermann Lenz aus dem Jahr 1942.)
- Hermann Lenz: Altersnotizen 1997–1998. Ausgewählt und herausgegeben von Hans Dieter Schäfer. Verlag Ulrich Keicher, Warmbronn 2014. Im Wendebuch zusammen mit: Hans Dieter Schäfer: Das unfreiwillige Gedächtnis.

## Auszeichnungen, Ehrungen, Preise (Auswahl)
- 1962 Ostdeutscher Literaturpreis
- 1974 Mitglied der Deutschen Akademie für Sprache und Dichtung
- 1975 Ordentliches Mitglied der Bayerischen Akademie der Schönen Künste
- 1976 Verleihung des Titels „Professor“ durch den Ministerpräsidenten des Landes Baden-Württemberg
- 1978 Georg-Büchner-Preis
- 1980 Bayerischer Verdienstorden
- 1981 Franz-Nabl-Preis
- 1981 Wilhelm-Raabe-Preis
- 1983 Gottfried-Keller-Preis
- 1983 Verdienstmedaille des Landes Baden-Württemberg
- 1984 Großes Bundesverdienstkreuz
- 1985 Officier de l’Ordre des Arts et des Lettres
- 1986 Österreichisches Ehrenzeichen für Wissenschaft und Kunst
- 1987 Petrarca-Preis
- 1987 Ehrenmedaille der Bundeshauptstadt Wien in Gold
- 1990 Ernennung zum korrespondierenden Mitglied des Adalbert-Stifter-Instituts des Landes Österreich und Oberösterreich
- 1991 Bayerischer Literaturpreis
- 1993 München-leuchtet-Medaille
- 1993 Bayerischer Maximiliansorden für Wissenschaft und Kunst
- 1995 Jean-Paul-Preis
- 1995 Literaturpreis der Landeshauptstadt München
- 1997 Würth-Preis für Europäische Literatur

## Vertonungen
- Rudi Spring: Abend der Kindheit (op. 20a, zum 70. Geburtstag des Autors 1983) für Sopran und Quintett (Klarinette, Horn, Harfe, Violine und Violoncello). UA 1983 München (Musikhochschule)
- Wolfgang Rihm: Nebendraußen (1998) für Singstimme und Klavier. UA 1998 Köln (Philharmonie)

1. Die Handbewegung – 2. Spätjahr – 3. November – 4. Nebendraußen – 5. Dein Handwerk I – 6. Notiz – 7. Dein Handwerk II – 8. Versteinerung – 9. Mitgefühl – 10. Liebe Zeit